# Alfred Byrd Graf
Alfred Byrd Graf (Norimberga, 23 novembre 1901 – Düsseldorf, 14 dicembre 2001) è stato un botanico e scrittore tedesco naturalizzato statunitense, che viaggiò per tutto il mondo alla ricerca di specie di piante sconosciute, scoprendo oltre 100 varietà mai documentate in precedenza.

## Biografia
Graf studiò botanica presso i giardini botanici di Vienna e frequentò corsi di botanica, fotografia e lingue attraverso l'Europa, in California e presso la Fairleigh Dickinson University.
Cominciò a lavorare in un ranch in Nebraska negli anni venti e, in seguito, aprì una fioreria a Sioux City, Iowa, che però fallì dopo che la sua serra fu demolita da una grandinata.
Nel 1931 riuscì ad essere assunto dalla Julius Roehrs Company, un vivaio tropicale del New Jersey, dove l'esperienza da lui maturata nella coltivazione delle orchidee durante la sua gioventù in Germania lo aiutò ad inserirsi in uno dei settori di maggior interesse degli Stati Uniti d'America.
Grazie alla sua posizione nella Roehrs, poté effettuare viaggi dai quali ritornava con nuove specie che la società poi poteva aggiungere al suo catalogo.
Tutto ciò portò poi alla realizzazione del libro Exotic Plant Manual, completo di 7 000 foto.
Gli scritti di Graf erano basati su una ricerca svolta personalmente nel corso dei viaggi nel mondo. Egli visitò e prelevò piante sul monte Kilimangiaro, in Nuova Guinea e in Cina, India e gran parte dell'Asia, scoprendo decine di specie precedentemente non documentate, che egli rese noti agli appassionati di giardinaggio del mondo occidentale e documentò con la sua macchina fotografica.
Tra le sue scoperte ci furono le prime Saintpaulia note (violetta africana bianca).
Nel 1958, la Roehrs Publishing pubblicò Exotica: Pictorial Cyclopedia of Indoor Plants con oltre 4 000 immagini, una guida alle piante d'importazione con indicazione delle modalità di coltivazione; questo fu il primo libro di Graf ad ottenere una vasta attenzione.
Il libro fu ripubblicato poi in due volumi, con 16 000 illustrazioni che completavano le sue 2 600 pagine.
Un altro suo libro, Tropica, riguardava le piante di origine tropicale e peritropicale, comprendendo 7 000 immagini.
Pubblicato per la prima volta nel 1992, Hortica: Color Cyclopedia of Garden Flora and Exotic Plants Indoors riguardava invece migliaia di piante ornamentali.
Graf conservava un archivio di tutte le sue fotografie e dei suoi viaggi presso la sua abitazione in East Rutherford, New Jersey.
Graf morì centenario il 14 dicembre 2001 presso la sua abitazione in Düsseldorf, avendo fatto ritorno in Germania dopo aver vissuto la maggior parte della sua vita negli Stati Uniti.
Lasciò la moglie Lieselotte Vorwerk e una figlia.